# GBU-15
Die GBU-15 ist eine Gleitbombe der Vereinigten Staaten mit Fernseh- oder Infrarotsuchkopf, die seit 1983 genutzt wird.

## Entwicklung
Aus der GBU-8 HOBOS entwickelte Rockwell aufgrund der Defizite der GBU-8 bei der Zielerfassung die GBU-15. Im Jahr 1973 begann das Air Force Development Test Center (Eglin Air Force Base) mit der Entwicklung der GBU-15, einer ursprünglich TV-gelenkten Gleitbombe. Die beiden Flügelpaare (vorne, hinten) sind in X-Form angeordnet. Während die hinteren und größeren Flügel positiv gepfeilt sind, weisen die vorderen eine negative Pfeilung auf. Die Gleitbombe ist mit einer Zwei-Wege-Kommunikationsanlage ausgerüstet. Dadurch kann ihr ein Ziel auch noch nach dem Abwurf zugewiesen werden und es können Aufnahmen des Ziels bis zum Einschlag der Bombe übertragen werden.

## Versionen
Die GBU-15 wurde in den drei Versionen GBU-15(V) 1/B, GBU-15(V) 2/B und EGBU-15 gebaut, bis sie von der AGM-130 abgelöst wurde.

### GBU-15(V) 1/B

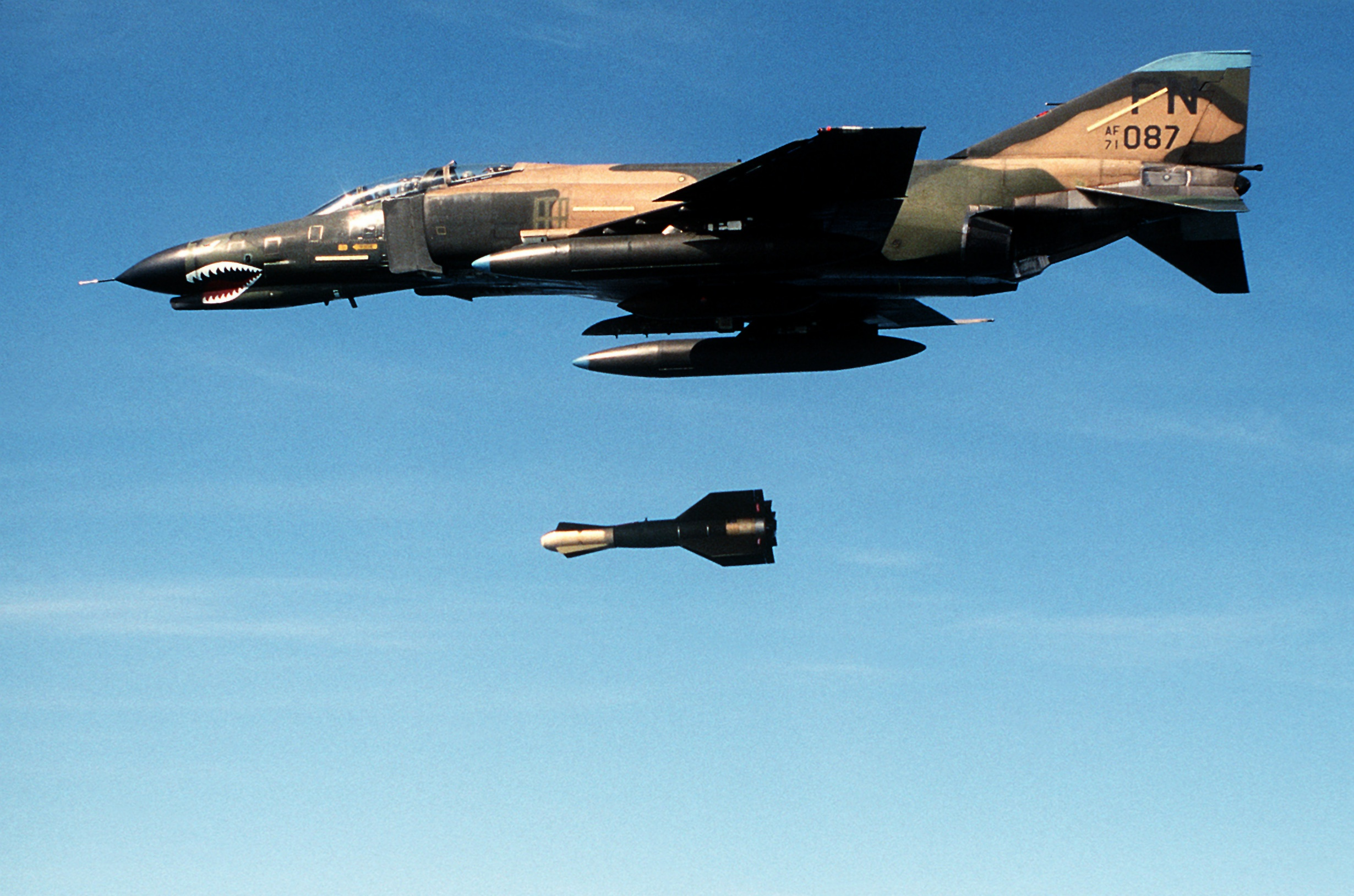
Abwurf einer GBU-15(V)1/B mit der ursprünglichen Flügelkonfiguration

Die GBU-15(V)1/B wurde 1977 bei der israelischen Luftwaffe in Dienst gestellt. Sie war mit einem TV-Suchkopf ausgestattet und erlaubte die Wahl zwischen einem Mk-84- oder einem BLU-109-Gefechtskopf. Die GBU-15 wurde unter anderem während der Operation Desert Storm eingesetzt. Alle 71 dort eingesetzten GBUs wurden von F-111F abgeworfen.

### GBU-15(V) 2/B
Bei der GBU-15(V)2/B handelt es sich um eine mit einem IR-Suchkopf ausgestattete Variante der GBU. Ansonsten ist sie baugleich mit dem Original. Sie wurde im Jahr 1985 bei der Air Force in Dienst gestellt.
Insgesamt wurden über 2800 GBU-15(V)1/B und 2/B hergestellt.

### EGBU-15
Im April 1999 entschied die USAF, die GBU-15 mit GPS / INS nachrüsten zu lassen. Die Firma Raytheon wurde mit der Entwicklung dieser Modifikationen und der Serienproduktion beauftragt. Der gesamte Auftrag über die Umrüstung von 1500 GBU-15 zur EGBU-15 (Enhanced GBU-15) hatte einen Wert von etwa 57 Millionen US-Dollar. Die EGBU-15 unterscheidet sich äußerlich durch die vorderen trapezförmigen und hinteren quadratischen Flügel. Des Weiteren ist die EGBU-15/A mit dem ITAG (Inertial Terrain-Aided Guidance) ausgestattet. Dabei handelt es sich um ein Trägheitsnavigationssystem, das mit einem Radarhöhenmesser gekoppelt ist und das Höhenprofil des Terrains mit  gespeicherten dreidimensionalen SAR-Karten vergleicht. Es soll der EGBU-15/A eine CEP von drei Metern ermöglichen.

## Weiterentwicklung
Aus der GBU-15(V)21/B Gleitbombe wurde die AGM-130 Luft-Boden-Rakete abgeleitet. Diese ist weitgehend baugleich, besitzt aber zusätzlich einen Raketenmotor, wodurch sich die Reichweite auf 60 km erhöht.

## Nutzer
- Australien
- Ägypten
- Iran
- Israel
- Saudi-Arabien: 556 Lenksätze
- Vereinigte Staaten

## Gegenstück
- KAB-1500